# Vossstrasse
Vossstrasse, tysk stavning: Voßstraße, är en gata i stadsdelen Mitte i Berlin, belägen i den västra delen av den äldre stadskärnan. Den löper i öst-västlig riktning från Wilhelmstrasse i öster till Ebertstrasse i väster. Under tyska kejsardömet etablerades regeringskvarteren här omkring Wilhelmstrasse och Vossstrasse. Gatan är främst känd som tidigare plats för Nya Rikskansliet som uppfördes för Adolf Hitler och vars ruin revs på 1950-talet.

## Historia

### Marschallpalatset
Efter att stadsdelen Friedrichstadt och gatan Wilhelmstrasse anlagts i vad som då var stadens västra utkant skapades en tomt vid Wilhelmstrasse som räckte mer än 400 meter in från gatan, ända fram till Berlins tullmur. På tomten lät 1737 den preussiske ministern Samuel von Marschall uppföra ett palats, Palais Marschall. Från år 1800 ägdes palatset av adelssläkten von Voss och kallades därför även Vossisches Palais.
Efter att palatsets siste permanente invånare Carl Otto Friedrich von Voss avlidit 1864 uppstod en arvsstrid kring den värdefulla fastigheten på Wilhelmstrasse 78. En linje av släkten Voss auf Buch dog ut med generalen och greven Ferdinand August Hans Friedrich von Voss (1788–1871), som från 1833 till 1840 var befälhavare för Kaiser-Alexander-Grenadier-Regiment, pensionerad 1854. Han bodde själv på Buchs slott utanför Berlin och använde aldrig palatset som residens. Efter hans död kom arvsstriden att lösas genom att det återstående dödsboet sålde fastigheten till Berliner Bankenverein i november 1871. 
Rikskansler Otto von Bismarck, som hade det angränsande Rikskansliet på nummer 77 som officiellt residens, var själv strikt emot byggandet av hyreshus på Wilhelmstrasse och försökte i egenskap av ministerpresident i Preussen att förvärva fastigheten, för att kunna utnyttja palatset och tomten för den preussiska regeringens organ eller annars för en av det Tyska rikets myndigheter. Det begärda priset var dock för högt för att rättfärdiga ett köp med statliga medel.

### Styckning av tomten

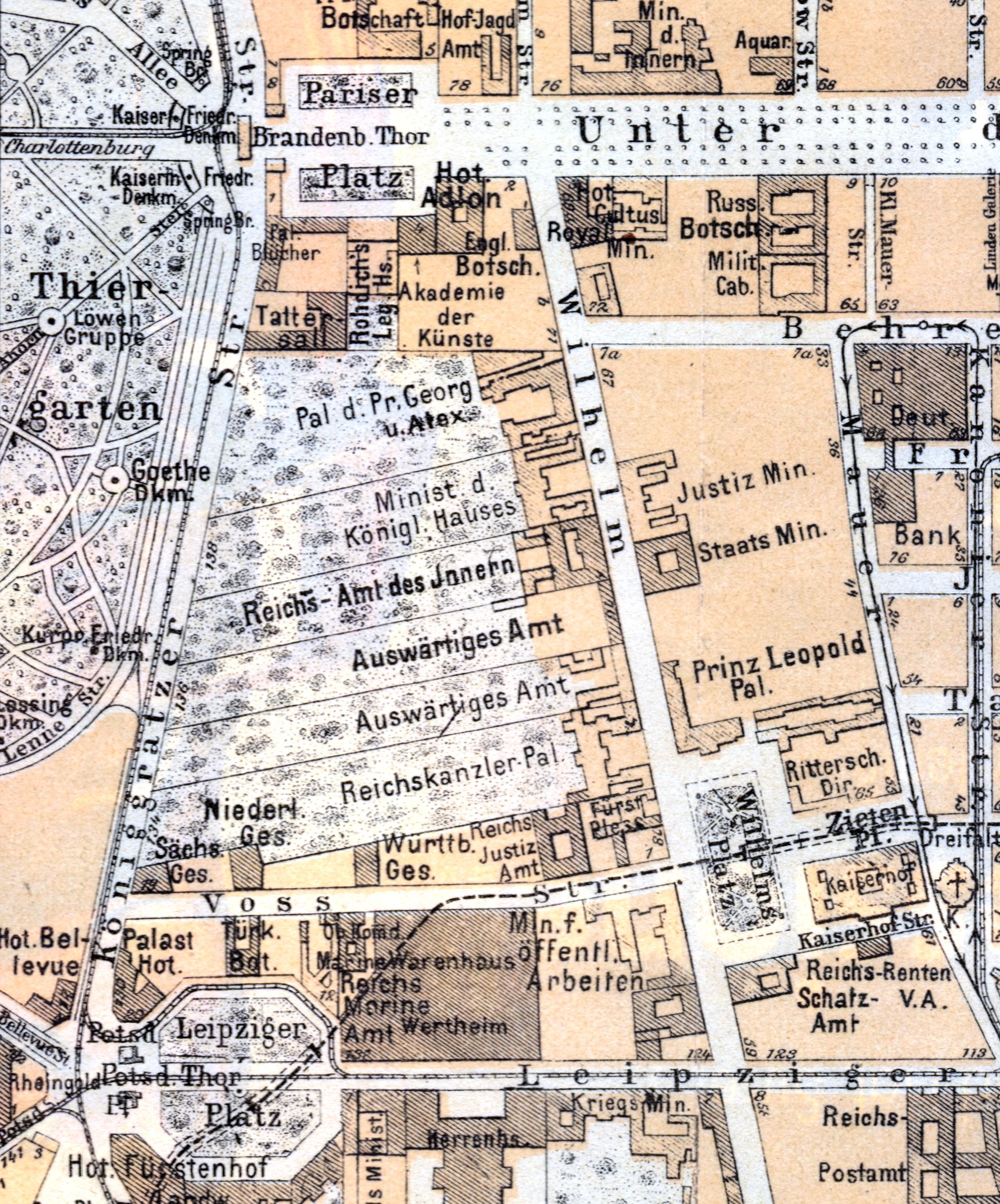
Regeringskvarteren kring Wilhelmstrasse och Vossstrasse på en karta från 1904.

Banken gav ett fastighetsföretag i uppdrag att riva det historiska palatset och dela upp tomten. Från Wilhelmstrasse fram till den tidigare tullmuren, nu ersatt av Königgrätzer Strasse, anlades en privat väg. Den fick namnet Vossstrasse 2 maj 1874 efter general Ferdinand August Hans Friedrich von Voss.
Platsen för det tidigare palatset delades i två tomter och tillsammans med den tidigare parken skapades på norra sidan tomterna Vossstrasse 1–19.
På den södra sidan anslöt gatan till baksidan av tomterna vid norra sidan av Leipziger Platz, som därmed även kom att få gatuadresserna Vossstrasse 20–26. Tomterna Vossstrasse 27–32 tillhörde däremot den tidigare parken för Marschallpalatset.
På Marschallpalatsets södra sida låg på Wilhelmstrasse 79 ursprungligen den samtidigt uppförda byggnaden för Potsdams militärbarnhems guld- och silvermanufaktur, ritad av Philipp Gerlach. Senare kom Johann Andreas Kraut att driva verksamheten. År 1848 blev byggnaden lokaler för det nygrundade preussiska ministeriet för handel, näringar och offentliga arbeten. En större ombyggnad efter Friedrich August Stüler genomfördees 1854–1855. Innergården och gårdsbyggnaderna blev senare tomterna Vossstrasse 33 till 35. Den preussiska staten kom att behålla nummer 35 för en redan planerad tillbyggnad av ministeriet, medan tomterna 33 och 34 såldes till privata byggherrar. Under decenniernas lopp kom fastigheterna dock att återköpas och åter anslutas till fastigheten Wilhelmstrasse 79.

### Under tyska kejsardömet

#### Palais Borsig, Vossstrasse 1

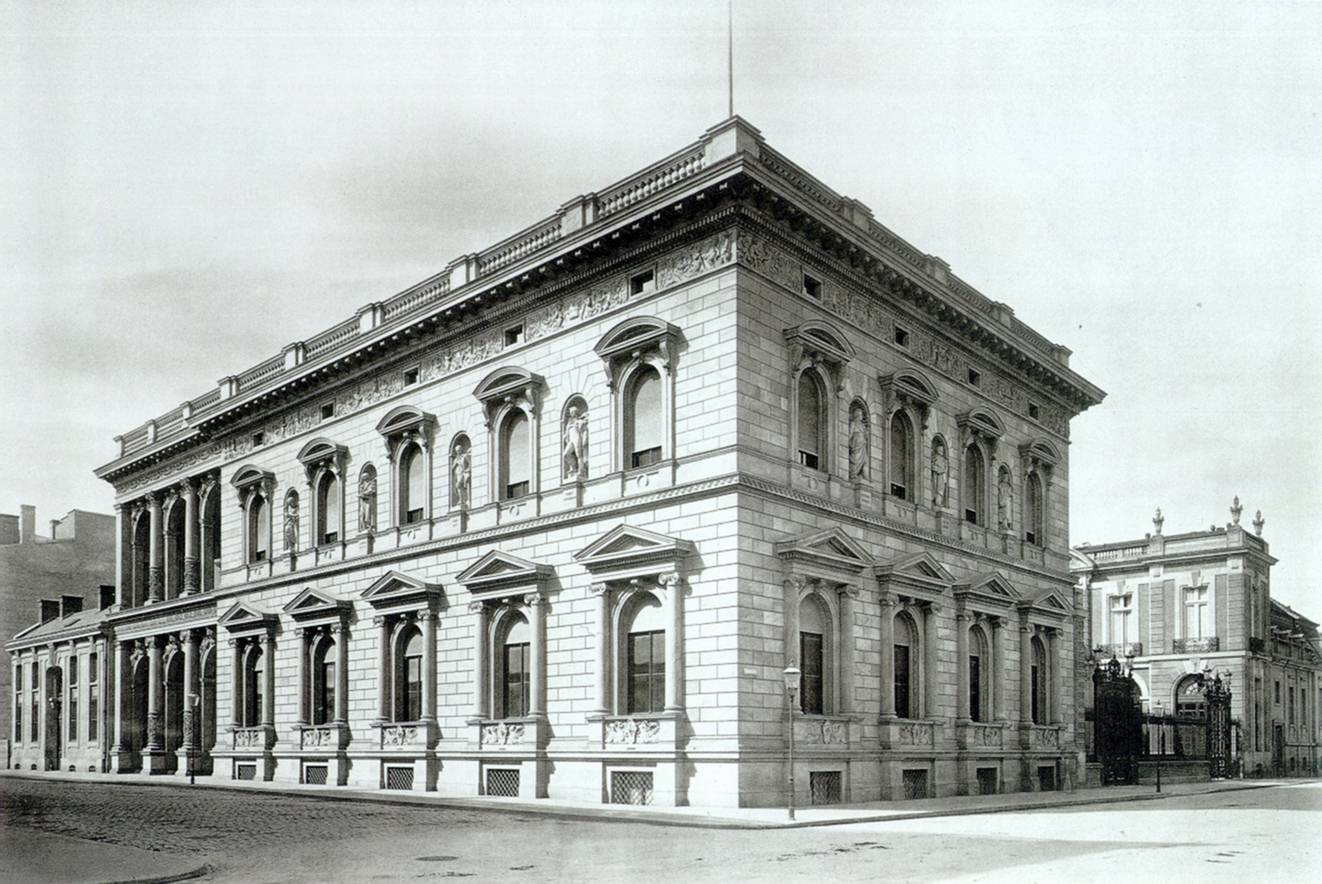
Palais Borsig i nordvästra hörnet av korsningen Wilhelmstrasse/Vossstrasse, 1881.

Vossstrasse 1 var den norra hörntomten i korsningen med Wilhelmstrasse. På denna exklusiva adress uppfördes Palais Borsig för fabrikören Albert Borsig. Det uppfördes 1875 till 1877 efter ritningar av Bauakademies direktör Richard Lucae i den vid denna tid populära nyrenässansstilen.

#### Plesspalatset, Vossstrasse 2

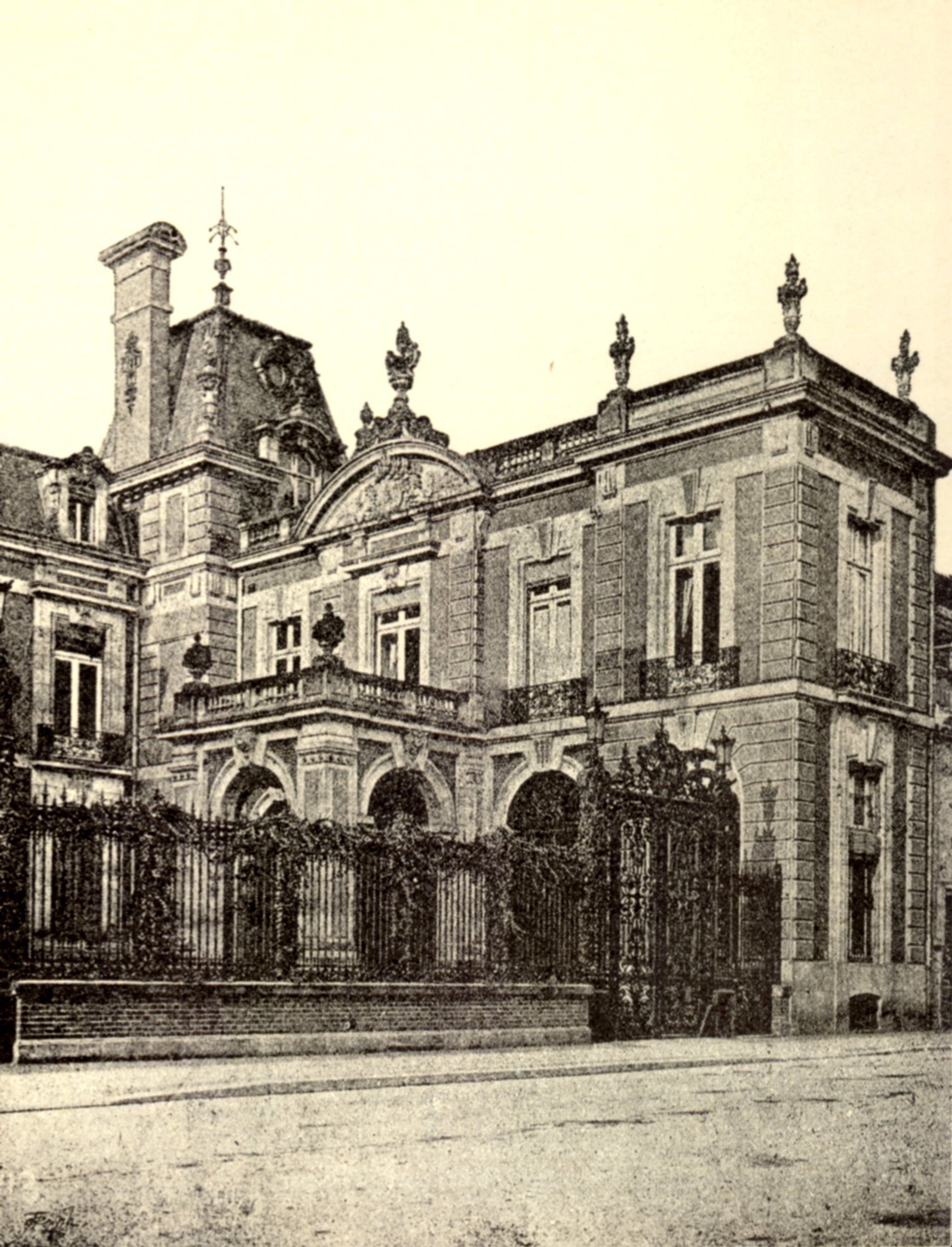
Plesspalatset på Vossstrasse 2 färdigställdes 1875 för Hans Heinrich XI av Hochberg, furste av Pless, och revs 1913.för Rikskansliets utbyggnad.

Den återstående delen av tomten Wilhelmstrasse 78 omslöt den avstyckade tomten Vossstrasse 1 i en L-form och hade även en sidoingång från Vossstrasse 2. Hans Heinrich XI av Hochberg, furste av Pless, lät här från 1873 till 1875 uppföra ett mindre palats i fransk stil. Den franske arkitekten inspirerades av franska slott med igenkännbara stilelement från exempelvis Louvren och slottet Amboise. Denna stil väckte uppmärksamhet och oförståelse med anledning av det nyligen avslutade tysk-franska kriget. De många kaminerna och skorstenarna på taket ledde till att huset i folkmun kallades "Schornsteinfegerakademie", sotarakademin. Åren 1913 till 1914 revs Plesspalatset för en planerad utvidgning av Rikskansliet. På grund av första världskriget kom planerna att realiseras först 1928, och under tiden uppförde man en skenfasad på Vossstrasse 2.

#### Bayerska beskickningen, Vossstrasse 3
År 1892 invigdes den kungliga bayerska beskickningens palats, ritat av Walter Kyllmann. Det bayerska sändebudet i Berlin var Hugo von Lerchenfeld-Köfering. Tillsammans med de württembergska och sachsiska beskickningarna på Vossstrasse 10 respektive 19 var dessa tidiga föregångare till dagens förbundsländers officiella representation i Berlin som är uppförda i kvarteret.

#### Reichsjustizamt, Vossstrasse 4
På Vossstrasse 4 och 5 låg från 1880 en byggnad som användes av de olika justitieministerierna under Tyska kejsarriket, Weimarrepubliken respektive Tredje riket. Skulptören Otto Lessing arbetade på byggnadens utsmyckning från 1878 till 1880, liksom på Palais Borsig på Vossstrasse 1.

#### Württembergska beskickningen, Vossstrasse 10
På Vossstrasse 10 låg kungariket Württembergs beskickning i Berlin.

#### Meyerska palatset, Vossstrasse 16
Stadspalatset på Vossstrasse 16 uppfördes från 1872 till 1875 i nyrenässansstil efter ritningar av Heinrich Joseph Kayser och Karl von Grossheim för bankiren Friedrich Meyer med familj. Fasaden utsmyckades med kolonner, balkonger och fönsterkapitäl. Mot gatan låg i bottenvåningen bankkontoret för bankhuset E. J. Meyer, grundat av Elias Joachim Meyer 1816. Här låg även Nederländernas ambassad. Sedermera kom germanisten Richard Moritz Meyer att driva en litterär salong här. På tomten ligger idag en byggnad tillhörande arbetsgivarförbundet Gesamtmetall, som har publicerat en historik av Myriam Richter över fastighetens historia.

#### Sachsiska beskickningen, Vossstrasse 19
Vossstrasse 19 var hörntomten vid gatans västra korsning med Königgrätzer Strasse, som senare blev Hermann-Göring-Strasse och efter kriget Ebertstrasse. Här uppfördes i slutet av 1800-talet den sachsiska beskickningens byggnad, ritad av arkitekterna  Hitzig och Rötger.

#### Vossstrasse 20
Mitt emot den sachsiska beskickningen uppfördes på södra sidan huset Vossstrasse 20, som var en vanlig bostads- och kontorsbyggnad. På grund av den tyska flottexpansionen kom huset att mellan 1905 och 1914 att tas i bruk som annexbyggnad av marinens ledning.

#### Vossstrasse 21
Den historicistiske arkitekten Julius Hennicke uppförde från 1872 till 1873 den Köhneska privatbostaden på Vossstrasse 21 på gatans södra sida.

#### Mosse-Palais, Vossstrasse 22
Mossepalatset på Vossstrasse 22 var en av gatans mest anspråksfulla byggnader med en gård som öppnade sig mot gatan. Huvudbyggnaden var ursprungligen uppförd som Leipziger Platz 15 med en monumental ingång från södra sidan, men 1880 uppfördes sidoflyglarna mot Vossstrasse för att ge palatset en monumental ingång även från norra sidan. I palatset låg fram till 1897 Osmanska rikets ambassad, som därefter flyttade till Alsenstrasse. Palatset kom dock att få en andra blomstringstid efter första världskriget.

#### Vossstrasse 23
Fastigheten Leipziger Platz 14/Vossstrasse 23 uppfördes omkring år 1900 som kontorslokaler för Berliner Strassenbahngesellschaft.

#### Reichsmarineamt, Vossstrasse 24
Det kejserliga marinministeriet låg på adressen Leipziger Platz 13 på den nordöstra sidan av det åttkantiga torget. Bakingången på Vossstrasse 24 användes även av Oberkommando der Marine. På grund av utrymmesbrist kom man senare även att ta över lokaler på Vossstrasse 20. År 1914 flyttade marinen omkring en kilometer västerut till Bendlerblock.

#### Wertheimvaruhuset, Vossstrasse 25–30

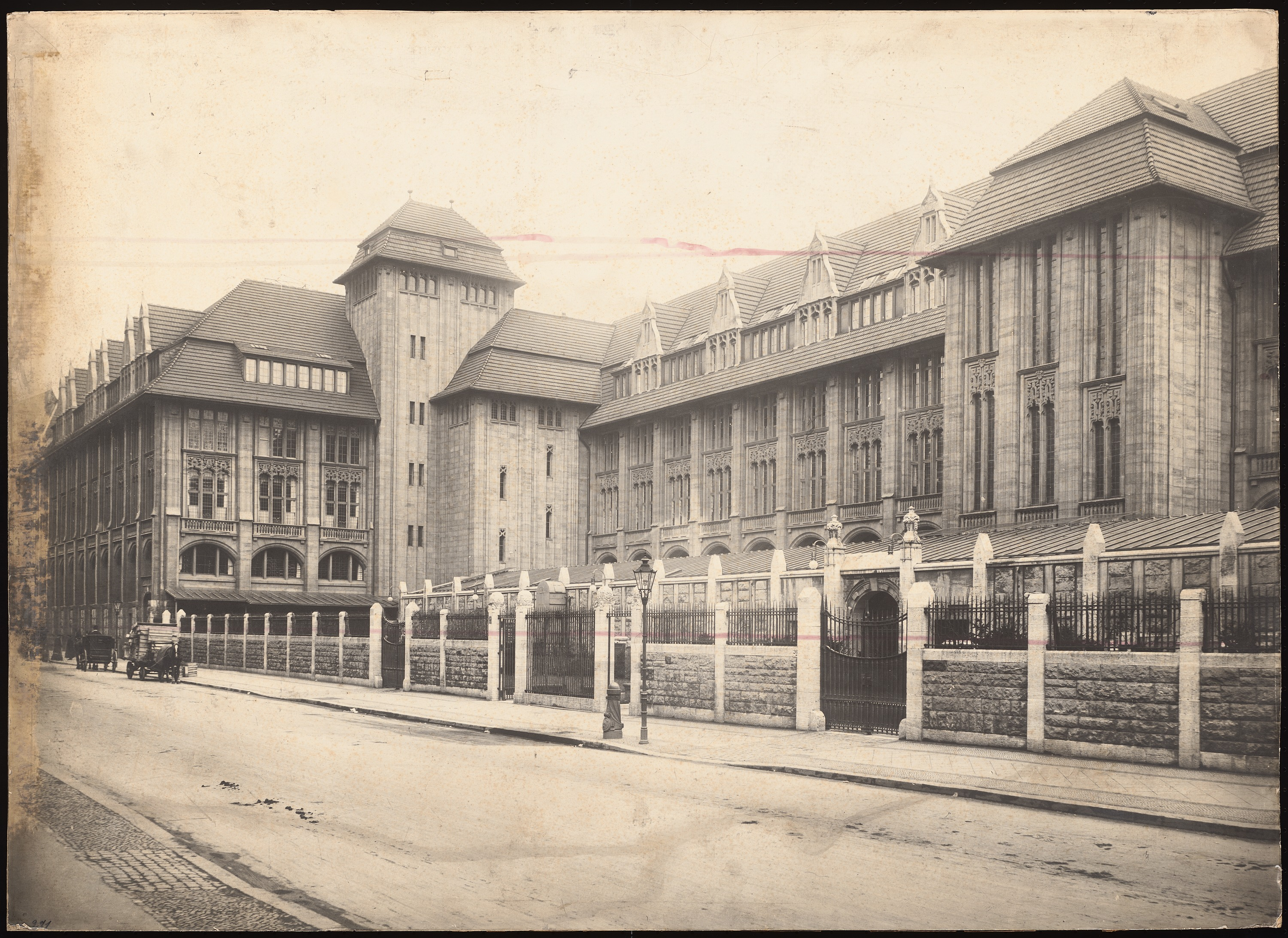
Wertheimvaruhusets baksida mot Vossstrasse, 1913.

På tomten Leipziger Platz 12 började 1896 varuhuset Wertheim Leipziger Strasse uppföras, efter ritningar av Alfred Messel. 1906 färdigställdes utbyggnaden mot de angränsande tomterna Vossstrasse 25–30. Samtidigt pågick Hochbahngesellschafts anläggande av "Spittelmarktlinjen" under fastigheten, dagens linje U2 på Berlins tunnelbana, som här gick från Leipziger Platz under huset och vidare parallellt med Vossstrasse.
Problem med statiken på denna tidiga tunnelbanekonstruktion kom efter Tysklands återförening 1990 att försena byggprojekten vid denna sida av Leipziger Platz. Varuhuset kom att få en egen ingång från stationen på tunnelbanelinjen, senare kallad "centrumlinjen". Under anläggandet av tunnelbanan tillhörde tomten Hochbahngesellschaft, som därefter 1910 sålde fastigheten till Wertheimkoncernen.

#### Vossstrasse 33

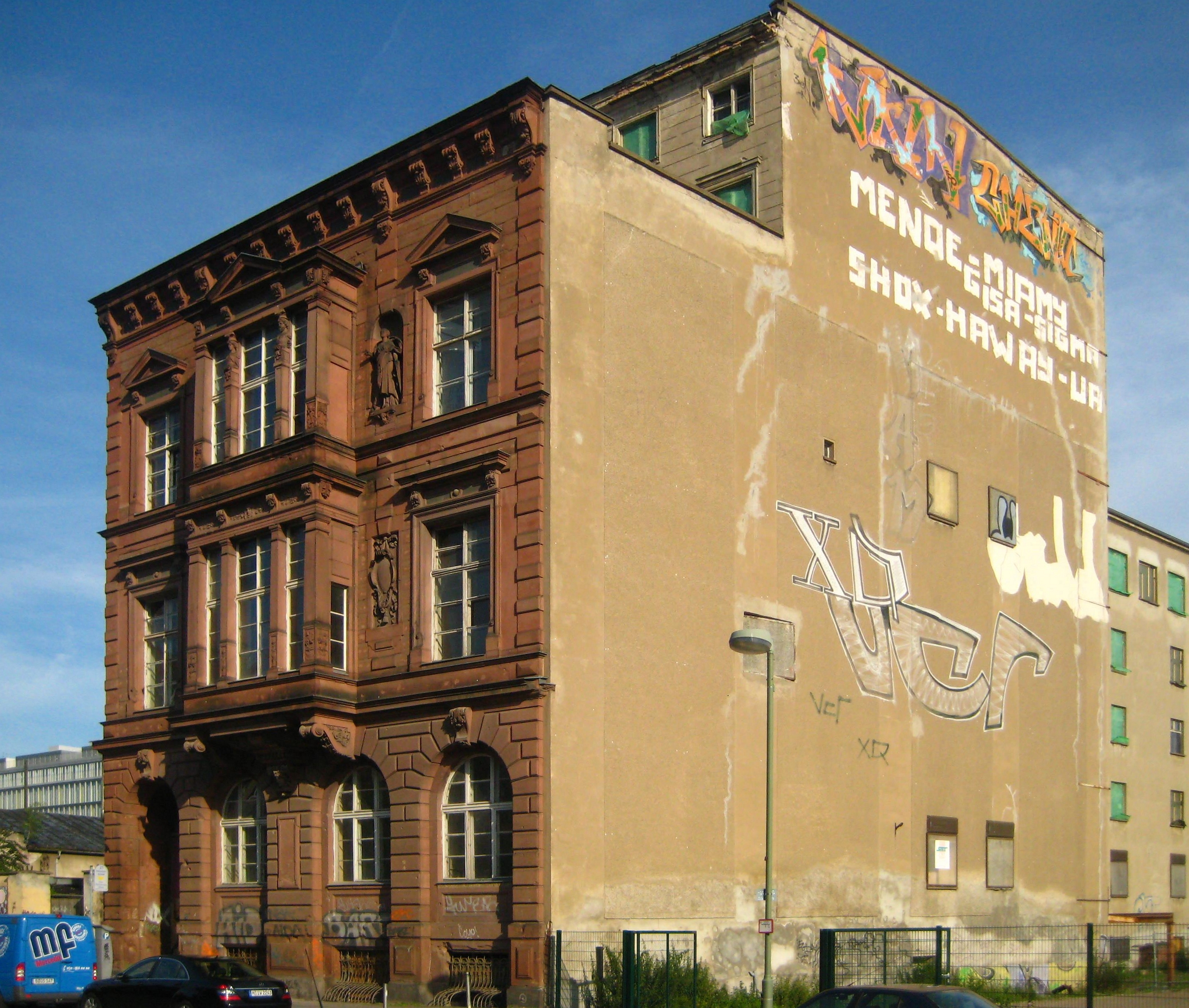
Vossstrasse 33 är den enda äldre byggnaden på gatan som överlevt 1900-talet och är idag byggnadsminnesmärkt.

Fastigheten Vossstrasse 33 uppfördes 1884 till 1886 som bostadshus och ritades av arkitektfirman Ende & Böckmann. År 1925 slogs den samman med Deutsche Reichsbahns fastigheter på nummer 34–35. Idag är Vossstrasse 33 den enda historiska byggnad vid gatan som överlevt andra världskriget.

#### Vossstrasse 34 och 35
År 1878 bildades det preussiska infrastrukturministeriet, Ministeriet för offentliga arbeten, som dessförinnan ingått i det större näringslivsministeriet för handel, näringar och offentliga arbeten. Infrastrukturministeriet hanterade vid denna tid huvudsakligen järnvägar, sjöfart på vattenleder och byggnadsväsendet. Ministeriet flyttade in i den redan planerade tillbyggnaden på Vossstrasse 35. Byggnaden ritades av Richard Lucae, som även ritade Borsigpalatset på Vossstrasse 1 tvärs över gatan. Den statsanställde byggmästaren Friedrich Schulze övertog ledningen för byggprojektet som genomfördes 1875 till 1876. De två separata ministerierna fortsatte dock fram till 1879 att ledas av en enda minister. Ministeriet för offentliga arbeten byggdes ut under åren 1905–1908 med en ytterligare byggnad på Vossstrasse 34.
Omkring 1915 grundade Georg Wertheim en ammunitionsväskfabrik på Vossstrasse som levererade till den tyska krigsmakten under första världskriget.

### Under Weimarrepubliken
Från 1919 blev hela byggnadskomplexet Wilhelmstrasse 79–80 och Vossstrasse 34–35 lokaler för Rikstrafikministeriet. På Vossstrasse låg huvudkontoret för Mitropa, som från 1916 drev restauranger och hotell på järnvägsstationer och på motorvägsrastplatser samt tillhandahöll och drev sovvagnar och restaurangvagnar på fjärrtåg. Företaget bedrev verksamhet under detta namn fram till 2002. År 1924 övertog det privatiserade Reichsbahngesellschaft hörnfastigheten där den tidigare guld- och silvermanufakturen legat inklusive de under slutet av 1800-talet införlivade grannfastigheterna. År 1925 byggdes huset nummer 33 om med fler våningsplan och övertogs av Deutsche Reichsbahns förvaltning.
Hans Lachmann-Mosse, som var svärson till den judisk-tyske förläggaren Rudolf Mosse, använde den tidigare turkiska ambassaden på nummer 22 till att förevisa förläggarfamiljen Mosses privata konstsamling. Intellektuella, politiker och konstnärer umgicks här och gjorde huset, Mosse-Palais, till en mittpunkt i Berlins sällskapsliv under det glada tjugotalet. Verksamheten fick sitt slut i samband med nazisternas maktövertagande 1933.
Från 1926 till 1927 revs det tidigare marinministeriet och istället byggdes Wertheimvaruhuset ut i en tredje fas med fastigheterna Leipziger Platz 13, Vossstrasse 24–30 och Leipziger Strasse 131 till att bli Europas då största varuhus. Mot Vossstrasse låg varuhusets bakgård med lastkajen, personalingången och kontorslokaler.
Mellan åren 1928 och 1930 genomfördes den sedan över ett decennium planerade tillbyggnaden av Rikskansliet, efter ritningar av Eduard Jobst Siedler. Tillbyggnaden låg visserligen på det gamla Marschallpalatsets tomt, men hade inte längre förbindelse till Vossstrasse 2 – här hade redan en liten kontorsbyggnad för riksregeringen uppförts.

### Under Nazityskland

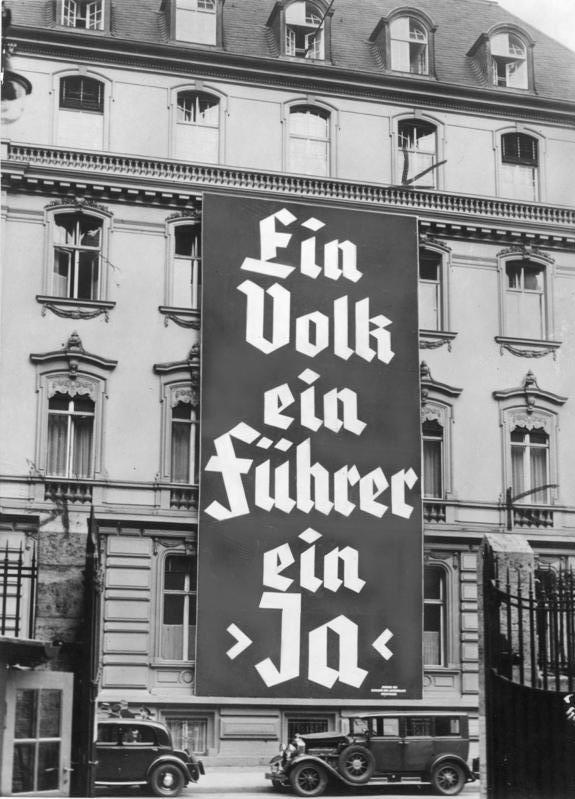
NSDAP:s partilokal på Vossstrasse 11 med valaffischer för riksdagsvalet i november 1933.

NSDAP:s Gauleitung Gross-Berlin låg sedan maj 1930 på Hedemannstrasse 10 i Kreuzberg. I oktober 1932 flyttade partilokalerna under stora ceremonier till Vossstrasse 11, för att genom sin fysiska närhet till Rikskansliet göra partiets maktanspråk synliga. Av samma anledning hade Hitler och Joseph Goebbels redan i augusti 1932 flyttat sina privatbostäder till Hotel Kaiserhof vid Wilhelmplatz på andra sidan Wilhelmstrasse. Där inrättades en rikscentral för NSDAP. År 1937 såldes huset Vossstrasse 11, ett bostadshus från 1800-talets slut, till den nazistiska staten.
SA-gruppen "Nachrichtendienst", som redan gjort sig ökända för organiserad misshandel på den närbelägna adressen Hedemannstrasse 31–32, flyttade 31 mars 1933 till Vossstrasse 18, där en "filial" för SA inrättades. Redan vid denna tid kallades SA-lokalerna för "kaserner", vilket snarare leder tankarna till de ökända tortyrkällarna vid Werner-Voss-Damm i Tempelhof, som var inrymda i tidigare kasernbyggnader. Här vid Vossstrasse i centrala Berlin rörde det sig  om en lägenhets- och kontorsbyggnad, som ibland sammanblandas med tortyrkällarna. På Vossstrasse 18 skadades den bortförde skådespelaren Hans Otto svårt i ett fall efter ett förhör och avled kort därefter av skadorna, troligen efter att han slängts ut genom fönstret från tredje våningen på ett sätt som skulle föreställa ett självmordsförsök.
Efter att de tyska delstaternas oberoende upphävts genom lagen om rikets nya organisation 30 januari 1934 och riksrådet därefter avskaffats genom lag 14 februari 1934 förlorade Bayerns, Württembergs och Sachsens beskickningar i Berlin huvuddelen av sina diplomatiska funktioner, men behöll vissa funktioner som exempelvis förmedling av näringslivskontakter. I huvudstatsarkivet i Stuttgart mottogs 1934 en ansökan från förlaget NS-Kurier om att hyra kontor i den Württembergska beskickningens kontorslokaler på nummer 10 och en ansökan från Berlins NSDAP-avdelnings Gaugericht, den partiinterna domstolen, om att överlåta kontorsbyggnaden. Redan 1937 sålde delstaten Württemberg byggnaden till det Tyska riket och flyttade sin beskickning till Hildebrandstrasse 16.
På nummer 22 låg från 1934 Akademie für Deutsches Recht.
Företaget Reichsautobahnen, ett dotterbolag till Deutsche Reichsbahn, fick sitt säte i Deutsche Reichsbahns kontorsbyggnad på Vossstrasse 35.
Nummer 23 inrymde från 1936 Deutsche Arbeitsfronts lokaler.
Hitlers och Albert Speers framtidsplaner för Welthauptstadt Germania omfattade även Vossstrasse.

#### Hitler och Rikskansliet
År 1934 började under ledning av Hitler och Albert Speer planerna för det Nya Rikskansliet vid Vossstrasse att ta form, även om det dröjde fram till 1935–1936 innan planerna resulterat i konkreta beslut kring byggnadens utsträckning och arkitektoniska utformning. 
Redan i mitten av 1937 köpte Tyska riket de tidigare sachsiska och württembergska beskickningarna för uppförandet av Nya Rikskansliet. Samma år revs byggnaderna Vossstrasse 2–10 och till årsskiftet 1937/1938 revs slutligen alla kvarvarande byggnader på norra sidan av Vossstrasse, som redan tidigare utrymts av de tidigare verksamheterna.

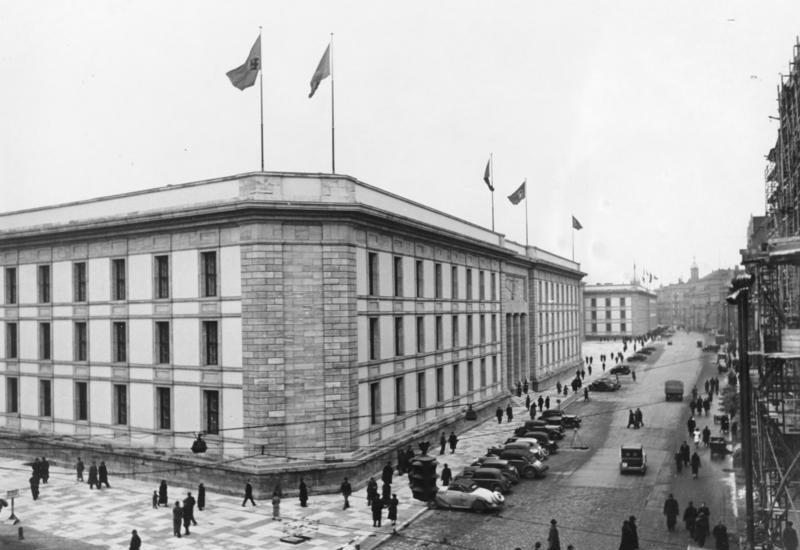
Vy österut längs Vossstrasse, 1939. I mitten Nya Rikskansliets fasad mot Vossstrasse. Till vänster korsningen med Hermann-Göring-Strasse, nuvarande Ebertstrasse. I bildens högra kant huset Vossstrasse 20.

I mitten av januari 1939 stod byggnaden färdig med sin 421 meter långa fasad mot gatan. De båda mäktiga portalerna på Vossstrasse vaktades av beväpnade SS-hedersvakter, men ingångarna var i själva verket attrapper utan tydlig koppling till byggnadens inre funktion. Byggnadens huvudingång låg vid Wilhelmstrasse och prominenta gäster gjorde i vilket fall endast entré genom innergården vid Wilhelmstrasse och en följd av rum som var 300 meter lång. 
Borsigpalatset på Vossstrasse 1 hade förvärvats av staten 1934 och dess historiska fasader integrerades i Nya Rikskansliet, medan interiören byggdes om i den nya byggnadsstilen och fasaderna mot innergården helt revs och ersattes i samband med innergårdens anläggande. Här låg förutom SA:s nationella ledningsfunktioner även presidentkansliet. Presidentkansliet hade 1934 omorganiserats från att tidigare ha understött Tysklands rikspresidents samtliga uppgifter som statschef, till att nu huvudsakligen syssla med utnämning av ämbetsmän, benådningar, utdelning av ordnar och titlar samt protokollfunktioner.
Även den så kallade Führerbunkern, som började byggas 1943, associeras med Vossstrasse, men byggdes på tomten Wilhelmstrasse 77 i Gamla Rikskansliets trädgård. Nya Rikskansliet på Wilhelmstrasse 78 hade redan 1938 försetts med en lång rad källare med skyddsrum. Dessa var delvis öppna för civilbefolkningen, så att mödrar, barn och gravida kvinnor som bodde i närområdet hade reserverade platser i skyddsrummen närmast Vossstrasse, vilket också utnyttjades i den nazistiska propagandan där man talade om "tyska kvinnor hotade av terrorbombningarna som Führerns gäster". I övrigt var skyddsrummen avsedda för medarbetare för de omkringliggande ministerierna, medan Hitler och hans personliga stab använde flera skyddsrum vid Wilhelmstrasse 77.

### Krigsslutet och efterkrigstiden

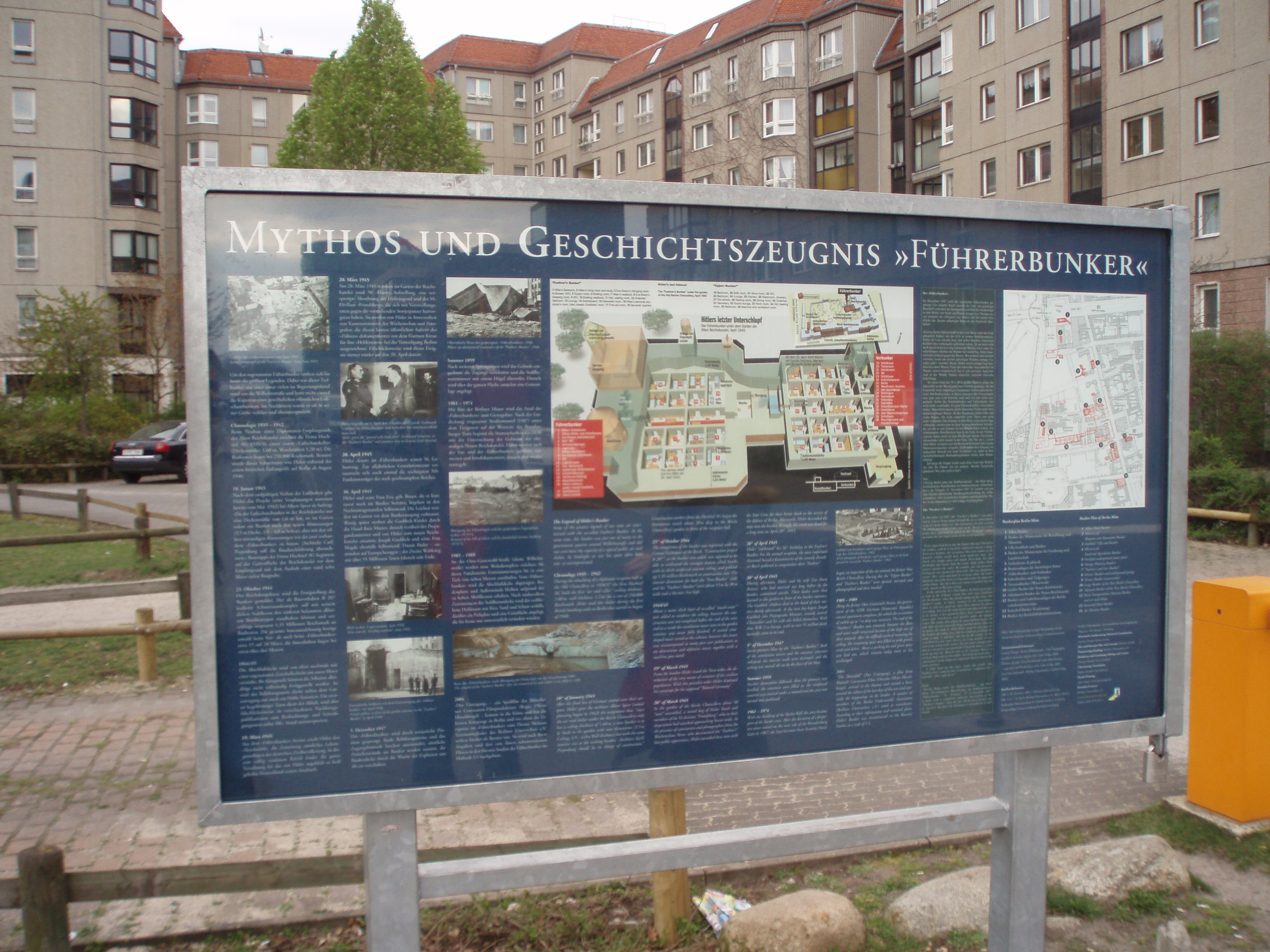
Platsen för den efter kriget igenfyllda Führerbunkern markeras av en informationstavla. I bakgrunden den nuvarande hyreshusbebyggelsen på platsen som uppfördes under Östtyskland i slutet av 1980-talet.

De allierades bombningar av Berlin och slaget om Berlin 1945 ledde till att alla byggnader vid gatan skadades svårt. Under de sista dagarna av kriget i Europa intogs Rikskansliet av Röda armén i gatustrider, efter att Adolf Hitler begått självmord i den närbelägna Führerbunkern.
Den 13 oktober 1948 beslutade militäradministrationen i den sovjetiska ockupationssektorn att alla den nazistiska regimens myndighetsbyggnader kring gathörnet Wilhelmstrasse/Vossstrasse skulle jämnas med marken, för att förhindra nazistsympatisörer från att vallfärda till ruinerna. Under åren fram till 1950 genomfördes också rivningsplanerna.
Wertheimvaruhuset förstördes delvis i de allierades bombningar i november 1943. Ruinerna över jord revs 1955–1956.
Längs hela gatan fanns endast en enda bevarad byggnad, Deutsche Reichsbahns kontor på Vossstrasse 33 och de bakre byggnadsdelarna av de angränsande fastigheterna 34–35. Byggnaden användes även efter kriget av östtyska Deutsche Reichsbahn för järnvägsbolagets bibliotek och företagshälsovården.
Vossstrasse låg i stadsdelen Mitte och tillhörde därmed den sovjetiska sektorn i Östberlin efter andra världskriget. Ursprungligen planerade den östtyska regeringen att behålla regeringskvarteren på denna plats, bland annat genom att förlägga ministerier till det tidigare Reichsluftfahrtministeriums byggnad.
I samband med folkupproret i Östtyskland 17 juni 1953 kom regeringen dock att befinna sig i utkanten av den sovjetiska sektorn nära gränsen mot Västberlin, med flyktvägarna avskurna. Som en slutsats av detta kom alla vidare planer på regeringsbyggnader i kvarteren kring Leipziger Platz att överges. Vossstrasse låg nu i säkerhetszonen närmast Berlinmuren, och de kvarvarande ruinerna jämnades med marken, även den endast delvis förstörda fastigheten på Vossstrasse 34.
Åren 1988–1989 uppfördes istället flera hyreshuskvarter i prefabricerad betong, så kallade Plattenbauten, i området väster om Wilhelmstrasse och norr om Vossstrasse.

### Efter Tysklands återförening
Byggnaden Vossstrasse 33 har sedan återföreningen använts för olika kulturevenemang. Bland annat har byggnaden använts för visning av filmer och bilder som porträtterar områdets historia och behandlar byggnadsverk under den nazistiska epoken, med Nya Rikskansliet och Führerbunkern. Här har också modevisningar arrangerats.
På Vossstrasse 17 färdigställdes 2011 Singapores ambassadbyggnad. 
Från 2000 till 2005 startade turistballongturer från tomten vid gathörnet Vossstrasse/Ebertstrasse och transporterade omkring 100 000 Berlinbor och turister upp till 150 meters höjd. Efter att ballongfirman flyttat uppfördes en kontorsvilla på tomten efter ritningar av arkitektfirman Gerkan, Marg und Partner, som även ritat den närbelägna moderna beskickningsbyggnaden för förbundsländerna Brandenburg och Mecklenburg-Vorpommern.
Bland de kvarvarande delarna av Wertheimvaruhuset fanns varuhusets valv i källaren, där technoklubben Tresor startade 1991, med ingång från Leipziger Strasse. Klubben bedrev sin verksamhet här fram till 2005, då rivningsarbetena inför bygget av nya hus på den tidigare varuhustomten inleddes. Efter att gallerian Mall of Berlin uppförts från 2011 till 2014 ändrade området kring Vossstrasse karaktär i grunden. Gallerian, som även omsluter fastigheten Vossstrasse 33, täcker hela Vossstrasses södra sida. Genom denna nybyggnation kom också den sista kvarvarande ruintomten vid Leipziger Platz att bebyggas, så att Vossstrasse nu är bebyggd längs hela sin längd på samma sätt som före 1945. En ny passage underlättar genomgången till Leipziger Strasse i höjd med Tysklands förbundsråds byggnad.